# Takarékpénztár (Makó)

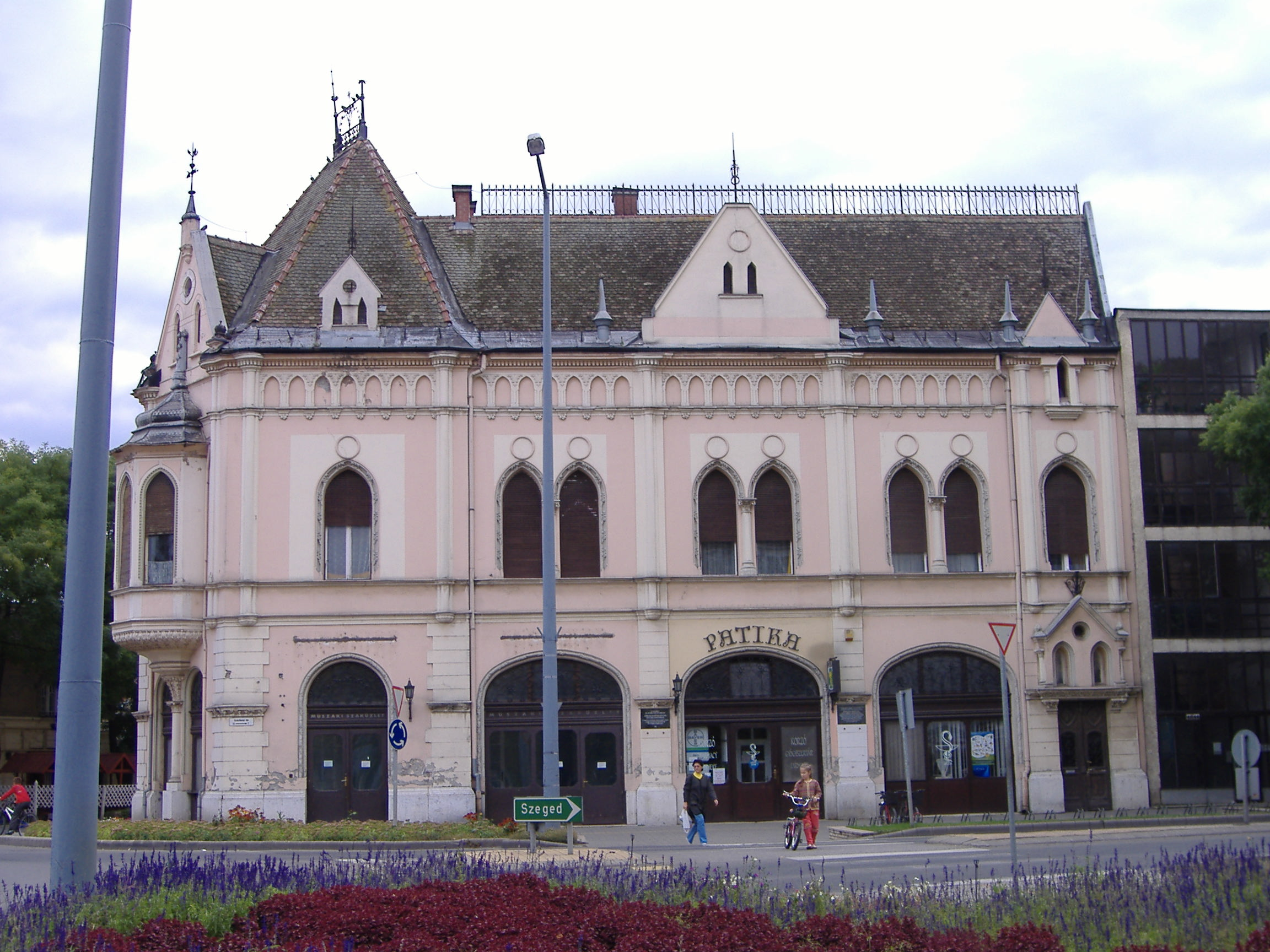
A Takarékpénztár

A Makói Takarékpénztár épülete a Széchenyi tér 25. szám alatt áll; a historizmus egyetlen világi épülete a városban.
Az épület helyén álló egyszintes házat 1893. november 28-án vásárolta meg a Makói Takarékpénztár Rt. Az új épület 1899-ben épült föl neogót stílusban, ismeretlen budapesti mérnök tervei alapján.
Az épület sarka igen látványos; nem csak lecsapottsága, hanem csúcsíves ablakai, tört vonalú kupolája és a konzolon nyugvó zárt erkély miatt is. Az épület vertikális elemei hangsúlyosak: ablakai magasak és csúcsívesek, oromfala meredek, a tetősüveg karcsú. A tetőt hófogó fiálék és kovácsoltvas rácsozat díszíti. A szintek között osztó-, könyöklő-, és ívsoros koronázópárkány fut, összefogva a két, eltérő utcára néző homlokzatot.
A földszinten üzlethelyiségeket, az emelet Széchenyi tér felőli szakaszán magát a takarékpénztárt, a Hunyadi utcára néző fronton külön bejáratú, kéttraktusú lakást alakítottak ki, amelyhez oldalfolyosó is tartozott. 1918-ban három földszinti bolthelyiséget mozivá, kabarészínházzá építették át. A nézőtéren 205 ülőhelyet alakítottak ki. A mozi saját áramforrással, egy benzinmotoros generátorral is rendelkezett. Az államosítás után, 1950. január 1-jétől az emeleti szintet múzeumként hasznosították. Az épület 1950. július 25-én a Pénzintézeti Központ tulajdonába került. 1951-ben a kincstár tulajdonába került, kezelője a Városi Tanács Végrehajtó Bizottsága lett. Még ebben az évben  a járási pártbizottság költözött be az ingatlanba, egyidejűleg a kéttraktusú lakást is megosztották. 1956. október 26-án, a forradalom makói kezdetén munkások és a város fiatalsága az épület elé vonult. Az összegyűltek a Kossuth-szobor lábánál demonstráltak, énekeltek, szavaltak; ezalatt a járási pártbizottság az épületben géppuskát állított föl. Az épületben működött a Forradalmi Ifjúsági Szövetség (FISZ) városi szervezete. A mozit az 1960-as évek végén felújították, de egy évtizeddel később bezárt. A kaszinó tervdokumentációja 1988-ban készült; ekkor számolták föl a Hunyadi utcai kaput, aminek belső terét összenyitották a kaszinó termével. A korszak ideológiája rajta hagyta keze nyomát az épületen: az 1970-es fölújításkor eltávolították a díszítő vakolásokat, a rozettákat, valamint a középen lévő oromfalas, kőszobros attikát is. A homlokzatot jellegtelenül egyszínűre festették, és leszedték a tetőgerinc kovácsoltvas rácsát.
Emeleti részén jelenleg lakások találhatóak; földszintjén egy gyógyszertár és egy üzlet került kialakításra. 2006-ban emléktáblát avattak falán a FISZ nemzetőrsége előtt tisztelegve, 2007-ben pedig az 1956-os budapesti harcokban részt vett makói fiatalok neveit örökítették meg emléktáblán.